# NGC 4086
NGC 4086 (również PGC 38290 lub UGC 7076) – galaktyka soczewkowata (S0), znajdująca się w gwiazdozbiorze Warkocza Bereniki. Odkrył ją Heinrich Louis d’Arrest 2 maja 1864 roku. Jest to galaktyka z aktywnym jądrem typu LINER.